# Houma (Louisiana)
Houma település az Amerikai Egyesült Államok Louisiana államában, Terrebonne megyében, melynek megyeszékhelye is. Lakosainak száma 33 406 fő (2020. április 1.).

## Népesség
A település népességének változása:

| 2010 | 33 727 |
| 2020 | 33 406 |